# Castle Hill (Maine)
Castle Hill è una città degli Stati Uniti d'America situata nel nord del Maine. Fa parte della contea di Aroostook.

## Geografia fisica
Le coordinate geografiche di Castle Hill sono 46°43′05″N 68°13′14″W.
Castle Hill occupa un'area totale di 93.63 km², di cui 92.44 di terra e 1.19 di acqua.

## Società

### Evoluzione demografica
Al censimento del 2010, risultarono 425 abitanti, 181 nuclei familiari e 127 famiglie residenti in città. Ci sono 211 alloggi con una densità di 2,34/km². La composizione etnica della città è 98,6% bianchi, 0.2% neri o afroamericani, 0,79% nativi americani, ,56% di altre razze e 0,71% ispanici e latino-americani. Dei 181 nuclei familiari il 23,2% ha figli di età inferiore ai 18 anni che vivono in casa, 61,9% sono coppie sposate che vivono assieme, 6,1% è composto da donne con marito assente, e il 29,8% sono non-famiglie. Il 21,5% di tutti i nuclei familiari è composto da singoli 6,1% da singoli con più 65 anni di età. La dimensione media di un nucleo familiare è di 2,35 mentre la dimensione media di una famiglia è di 2,72. La suddivisione della popolazione per fasce d'età è la seguente: 16,5% sotto i 18 anni, 7,2% dai 18 ai 24, 21.4% dai 25 ai 44, 37,5% dai 45 ai 64, e il 17,4% oltre 65 anni. L'età media è di 48.4 anni. Per ogni 100 donne ci sono 105,4 maschi. Per ogni 100 donne sopra i 18 anni, ci sono 107,0 maschi. Il reddito medio di un nucleo familiare è di $31 071 mentre per le famiglie è di $35 625. Gli uomini hanno un reddito medio di $30 313 contro $20 833 delle donne. Il reddito pro capite della città è di $14 645. Circa l'8,1% delle famiglie e il 11,4% della popolazione è sotto la soglia della povertà. Sul totale della popolazione il 9,3% dei minori di 18 anni e il 21,9% di chi ha più di 65 anni vive sotto la soglia della povertà.